# Eugênia Álvaro Moreyra
Eugênia Álvaro Moreyra (Juiz de Fora, 6 de março de 1898 — Rio de Janeiro, 16 de junho de 1948) foi uma jornalista, atriz e diretora de teatro brasileira. De personalidade anticonvencional e transgressora, foi uma das pioneiras do feminismo e uma das líderes da campanha sufragista no país. Ligada ao movimento modernista brasileiro e defensora de ideias comunistas, foi perseguida pelo governo Vargas, chegando a ser presa acusada de participação na Intentona Comunista. Casada com o poeta e escritor Álvaro Moreyra, desempenhou com ele papel importante na renovação do setor teatral brasileiro, organizando campanhas culturais de popularização e trabalhando como atriz, diretora, tradutora, declamadora e posteriormente presidente do sindicato dos profissionais de teatro.

## Biografia

### Juventude e carreira jornalística

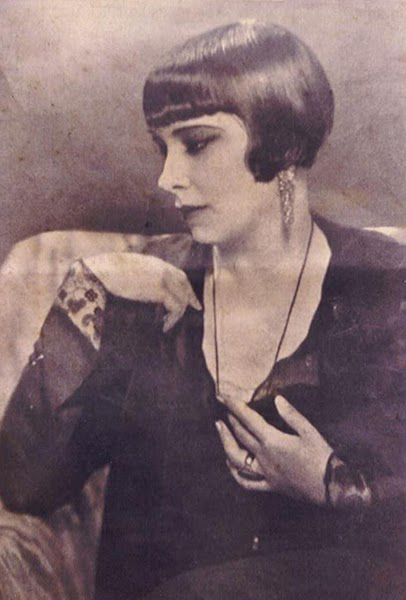
Eugênia Álvaro Moreyra, possívelmente no final da década de 1920.

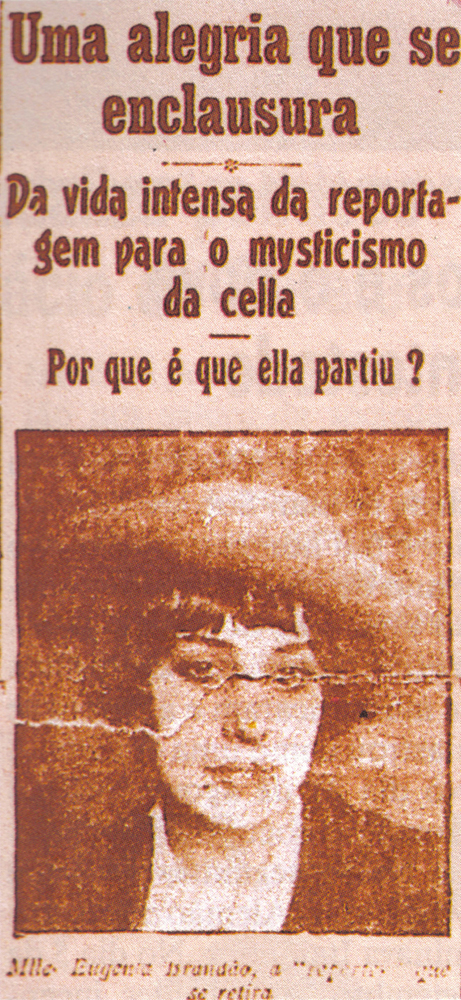
Chamada do jornal A Rua para a notícia sobre a "aposentadoria" de Eugênia, 1914.

Eugênia Brandão nasceu em Juiz de Fora no ano de 1898. Filha do Dr. Armindo Gomes Brandão e de Maria Antonieta Armond Brandão e neta do Barão de Pitangui, teve uma infância confortável em sua cidade natal; mas, com a morte de Armindo, a família passou a enfrentar dificuldades financeiras. Como Maria Antonieta não pôde requerer a herança deixada pelo marido, que pela lei deveria ficar sob responsabilidade dos filhos homens, muda-se com Eugênia para o Rio de Janeiro em meados de 1910 à procura de emprego. Consegue trabalho em uma agência do Correios nas redondezas da Lapa, enquanto a filha, autodidata, aprende a ler e a escrever em português e francês a partir da análise de jornais, livros e dicionários.
Eugênia consegue seu primeiro emprego aos quinze anos, como vendedora da loja de artigos masculinos e femininos Magazin Parc Royal, no centro do Rio. Pouco depois passa a trabalhar como atendente na Freitas Bastos, livraria localizada no Largo da Carioca. É ali, em meios às obras de autores nacionais e internacionais, que toma gosto pela literatura e pelo teatro.
Aos dezesseis anos, encontrava-se totalmente integrada à vida boêmia da cidade, inclusive nos modos e nos trajes — fumando cigarrilhas, circulava pelas ruas  vestida de terno e gravata e chapéu de feltro. É dessa forma que se apresenta na redação do jornal A Rua, à procura de uma vaga de jornalista. Aprovada pelo bom texto e pela ousadia, sua contratação provoca espanto e admiração em uma sociedade até então acostumada a ver o sexo feminino representado na imprensa apenas por poetisas, folhetinistas, cronistas e ensaístas. Uma mulher exercer o jornalismo era inclusive algo tão incomum que se cunhou até mesmo um termo para designar a função: "reportisa".
Pouco depois o periódico noticiou o fim prematuro da carreira da jovem, que decidira buscar refúgio em um internato para moças, o Asilo Bom Pastor. O mistério e a razão para tal só foram desvendados meses depois, quando uma reportagem assinada por ela foi publicada na primeira página do diário. Eugênia, na verdade, internara-se com a única intenção de entrevistar a irmã de uma mulher assassinada em um crime de ampla repercussão, que ficou conhecido como "a tragédia da rua Dr. Januzzi, 13".
A mulher, porém, já havia sido retirada do asilo, mas Eugênia permaneceu morando no local na tentativa de obter informações com outras internas. Não conseguiu nada, mas percebeu ali a oportunidade de relatar o cotidiano restritivo da clausura. A série resultante de reportagens, publicada em capítulos durante cinco dias seguidos, conquista um grande número de leitores, rendendo à sua autora o reconhecimento dos colegas, dos jornais concorrentes e do público, que passa a defini-la como a "a primeira repórter do Brasil". Antes de casar-se e abandonar temporariamente a profissão, Eugênia circulou ainda pelas redações de A Notícia e O País, outros dois célebres jornais da época.

### Casamento e agitação política e cultural

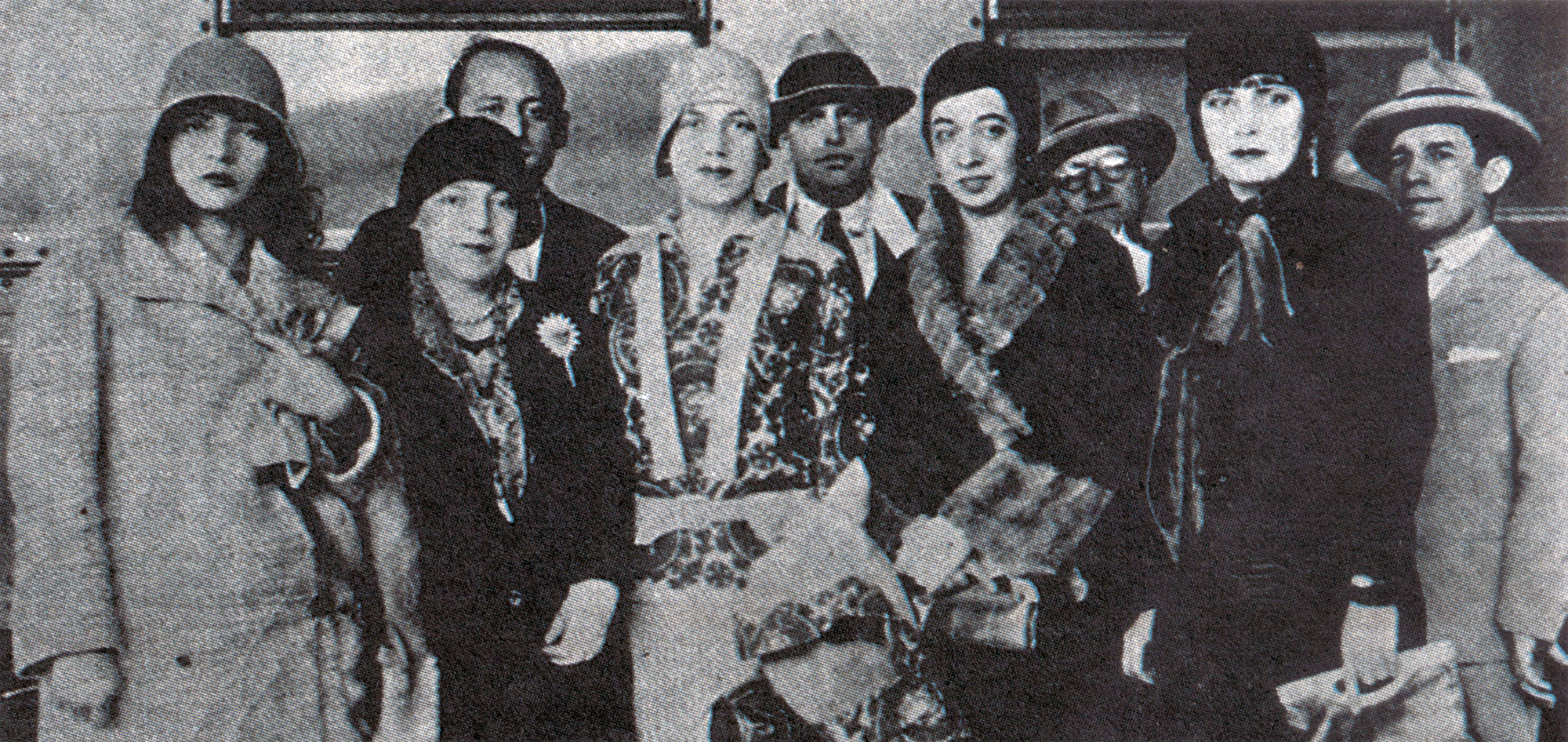
Da esquerda para a direita: Pagu, Anita Malfatti, Tarsila do Amaral, Elsie Houston e Eugênia Álvaro Moreyra. Fotografia tirada durante exposição de Tarsila do Amaral no Rio de Janeiro em 1929.

No auge de sua carreira como repórter, Eugênia conheceu o poeta Álvaro Moreyra, que frequentava os mesmos círculos intelectuais e boêmios que ela. Apaixonados, casaram-se em 1914. Eugênia então adotou o nome do marido como seu sobrenome, e deixou a carreira jornalística de lado para se dedicar à nova família. O casal teve oito filhos, sendo que quatro sobreviveram à infância: Sandro Luciano, João Paulo, Álvaro Samuel e Rosa Marina.[carece de fontes?] Participou com Álvaro da Semana de Arte Moderna de 1922, fundando com ele em 1927 o grupo Teatro de Brinquedo, cuja intenção era manifestar no teatro as ideias modernistas. Entre 1928 e 1932, realizaram diversas excursões pelo interior e periferias do Rio de Janeiro, apresentando textos de autores modernos europeus.
Com a fragmentação do movimento modernista brasileiro após a Revolução de 1930, Eugênia passou a defender - juntamente com Álvaro, Pagu e Oswald de Andrade - posições de esquerda, participando ativamente da Aliança Nacional Libertadora e sendo consequentemente perseguida pelo governo Vargas. Por influência de Carlos Lacerda, Eugênia e Álvaro filiam-se ao Partido Comunista Brasileiro (PCB). Em maio de 1935, ela integra o grupo de fundadoras da União Feminina do Brasil, organização promovida por mulheres filiadas ou simpatizantes do PCB. A casa dos Moreyra nesta época tornara-se ponto de encontro de boêmios e intelectuais, e entre os diversos frequentadores estavam Di Cavalcanti, Vinícius de Morais, Carlos Drummond de Andrade, Graciliano Ramos e Jorge Amado.
Em novembro de 1935, após a Intentona Comunista, Eugênia é detida acusada de envolvimento com o PCB e a revolta. Permanece cerca de quatro meses na Casa de Detenção da rua Frei Caneca, onde divide cela com militantes comunistas como Olga Benário Prestes, Maria Werneck de Castro, Nise da Silveira, Armanda Álvaro Alberto e Eneida de Moraes. É solta por falta de provas na madrugada de 1° de fevereiro de 1936, retornando ao ativismo político e exercendo, entre outras atividades, uma campanha para a libertação de Anita Leocádia, o bebê de Olga Benário que nascera após a deportação da companheira de Luis Carlos Prestes para um campo de concentração na Alemanha nazista de Adolf Hitler.
Em 1937, Álvaro apresentou à Comissão de Teatro do Ministério da Educação e Cultura o plano para a organização de uma "Companhia Dramática Brasileira", que foi aceito. Ele e sua esposa excursionaram então pelos estados de São Paulo e Rio Grande do Sul, realizando posteriormente uma temporada de três meses no Teatro Regina, Rio de Janeiro.

### Atuação sindical e morte

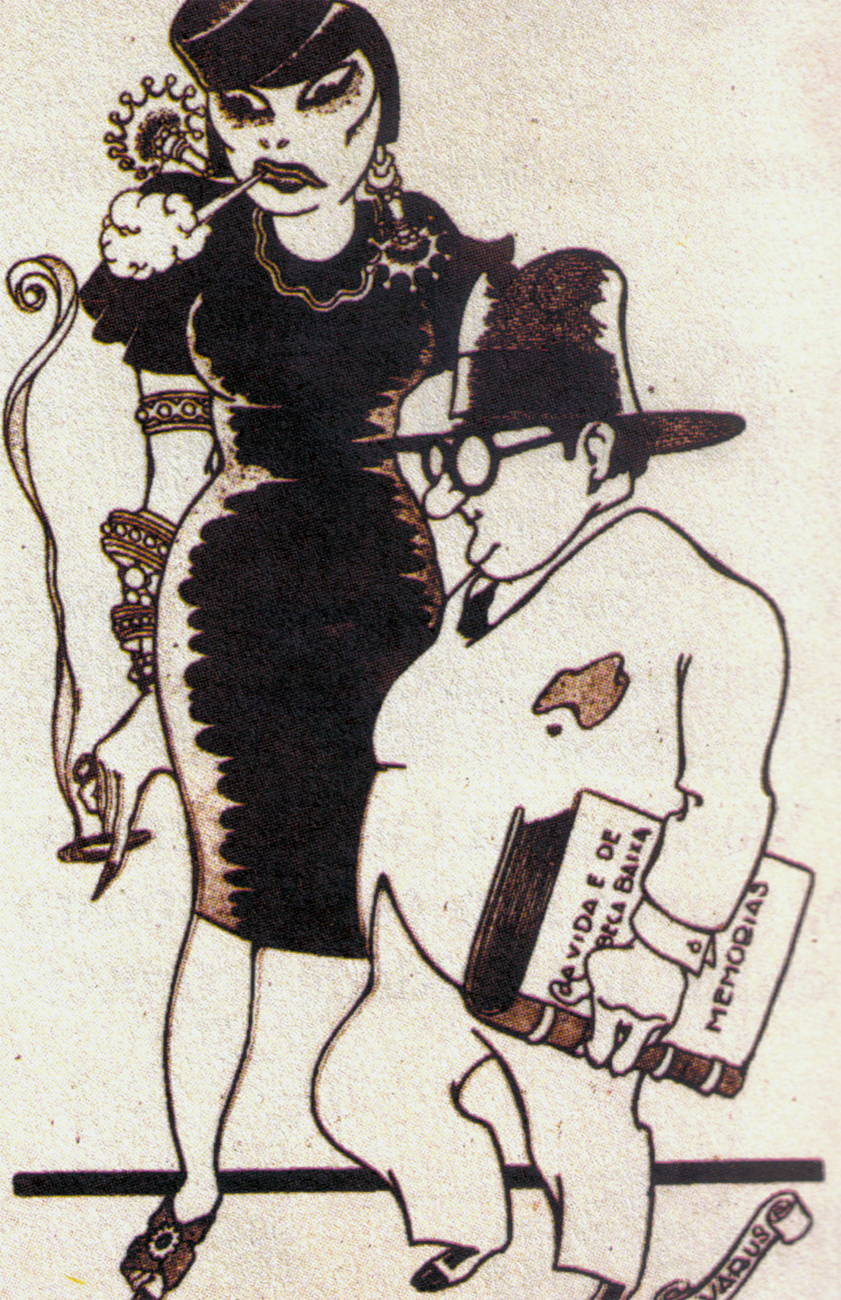
O casal Moreyra em caricatura de Alvarus, circa 1920.

Entre 1936 e 1938, Eugênia foi presidente da Casa dos Artistas, o sindicato da classe teatral de São Paulo. Eleita para um novo mandato em fevereiro de 1939, foi impedida de assumir o cargo por Filinto Müller, que encaminhou ao Ministério do Trabalho a denúncia de que ela se tratava de "pessoa que figura como comunista na Delegacia de Segurança e Política Social", sendo a eleição consequentemente anulada por ordem direta do ministro Valdemar Falcão. Ela candidatou-se ainda a deputada federal constituinte nas eleições gerais de 1945, mas na ocasião nenhuma mulher conseguiu ser eleita para representar os interesses femininos durante a elaboração da Constituição brasileira de 1946.
No dia 16 de junho de 1948, Eugênia estava em sua casa no Rio jogando cartas quando sentiu-se mal. Veio a morrer pouco depois no quarto, ao lado dos filhos, em decorrência de um derrame cerebral. Estava então com 50 anos de idade. Seu sepultamento se deu no Cemitério de São João Batista, no bairro de Botafogo.

## Legado
Em um depoimento publicado no jornal Correio da Manhã após a morte de Eugênia, o escritor Oswald de Andrade afirmou que "o que se deve a ela será calculado um dia". A realidade, porém, é que, com o passar dos anos, a importante e desbravadora atuação de Eugênia em setores até então predominantemente masculinos, como o político e sindical, tornou-se cada vez mais subestimada, e ela permanece uma personagem à margem dos livros de história — lembrada, quando muito, apenas pelo seu pioneirismo na imprensa.
Após a morte de Álvaro em 1964, foi encontrado em seus arquivos pessoais um número expressivo de fotografias e recortes de jornais e revistas sobre a esposa. O acervo havia sido parcialmente utilizado por ele como referência na composição do livro autobiográfico As amargas, não..., sendo posteriormente doado por parentes à Fundação Casa de Rui Barbosa.
A veia jornalística do casal Moreyra persistiu na família: o filho Sandro foi cronista esportivo, a neta Sandra tornou-se repórter da TV Globo e a bisneta Cecília formou-se em comunicação.